# Gynomorphe
Gynomorphe oder Gyne ist eine morphologische Bezeichnung für eine weibliche Ameise mit stark ausgeprägter Gaster und meist übergroßem Körperbau. Bei den meisten Ameisenarten stellt eine begattete Gyne die Königin.
Gyne gibt es auch bei Bienen. So ist z. B. die Familie der Halictidae ein sozial diverses Taxon in dem Eusozialität mehrfach evolviert ist. Lasioglossum malachurum gilt als Zenit der Staatenbildung bei Halictiden. Im Hochsommer begattete Gynen (neue Königinnen) überwintern und gründen im folgenden Frühjahr neue Kolonien.